# Апостол (Димелис)
Митрополи́т Апостол (греч. Μητροπολίτης Ἀπόστολος, в миру Панайо́тис Диме́лис, греч. Παναγιώτης Διμέλης; 30 января 1925, Архангелос, Родос, Греция — 22 сентября 2010, Родос, Греция) — епископ Константинопольской православной церкви, митрополит Родосский (1988—2004).

## Биография
Родился 30 января 1925 года в селении Архангелос на острове Родос в Греции.
17 ноября 1977 года рукоположен в сан епископа и возведён в достоинство митрополита Гелиопольского и Фирского. На кафедре пребывал до 15 октября 1985 года.
5 мая 1988 года был избран митрополитом Родосским. 20 апреля 2004 года вышел на покой.
Скончался 22 сентября 2010 года на Родосе.